# Ledo Arroyo Torres
Ledo Arroyo Torres (Colonia del Sacramento, 4 de febrero de 1894 - Montevideo, 18 de junio de 1975) fue un escribano, periodista y político uruguayo, perteneciente al Partido Colorado.

## Biografía
Nacido en la ciudad de Colonia, el 4 de febrero de 1894. Desde su juventud militó en el Partido Colorado en las filas del Batllismo. Egresado de la Universidad de la República con el título de escribano.
Entre 1911 y 1921 sirvió como funcionario del Ministerio de Hacienda y del Ministerio de Guerra y Marina.
Entre 1922 y 1940 presta servicios en el Poder Judicial, como actuario de los Juzgados Letrados de Río Negro y Treinta y Tres.
En las elecciones generales 1942 es electo representante nacional por el departamento de Treinta y Tres y también Senador de la República, opta por el cargo de Senador sirviendo todo ese período (1943-1947).
En las elecciones generales de 1946 es reelecto nuevamente como Senador, pero es convocado por el presidente de la República, electo en dicha elección, don Tomás berreta, para ser el ministro de Hacienda. Ocupa el ministerio aún después de la muerte del presidente Berreta, siendo ministro de Hacienda de Luis Batlle Berres hasta 1949, cuando se reintegra al Senado.
En las elecciones generales 1950 es reelecto Senador. Con la entrada de vigencia de la Constitución de 1952 se elimina el cargo de presidente y se pasa a un Consejo Nacional de Gobierno precedido por el anterior presidente, Andrés Martínez Trueba, para el período de 1952-1955. Arroyo es llamado en este momento para ocupar el Ministerio de Defensa Nacional. En octubre de 1954 se reintegra al Senado.
En las elecciones generales de 1954 es nuevamente electo como Senador, en esta legislatura preside el Senado de la República y la Asamblea General. El Consejo Nacional de Gobierno de 1955-1959 lo llama en 1956 para ocupar nuevamente el cargo del Ministerio de Hacienda. Se reintegra a la Presidencia de la Asamblea General y al Senado en 1957. Ocupó por segunda vez este ministerio desde el 12 de junio de 1956 al 7 de febrero de 1957.
En las elecciones generales de 1958 el Partido Nacional gana el gobierno por primera vez en casi un siglo. 
De acuerdo con lo establecido en la Constitución de 1952, el Consejo de Gobierno (colegiado) estaba integrado por nueve Consejeros: seis del sector más votado del lema (partido) ganador, y otros tres consejeros como minoría del segundo partido más votado, dos del sector más votado dentro del partido y uno por el segundo sector. De esta manera, Ledo Arroyo, al ser el segundo de la Lista 15, sector más votado del Partido Colorado, fue electo como Consejero Nacional de Gobierno para la minoría colorada del Consejo Nacional de Gobierno 1959-1963 (primer colegiado blanco). Integró el Consejo durante todo el período.
En las elecciones generales de 1962 es electo para presidir el Concejo Departamental de Montevideo (gobierno municipal) entre 1963 y 1965.
Culminó su actuación pública integrando, primer como interventor, luego como director, el directorio del Banco de la República Oriental del Uruguay (1965-1967). Último cargo de su vida política.

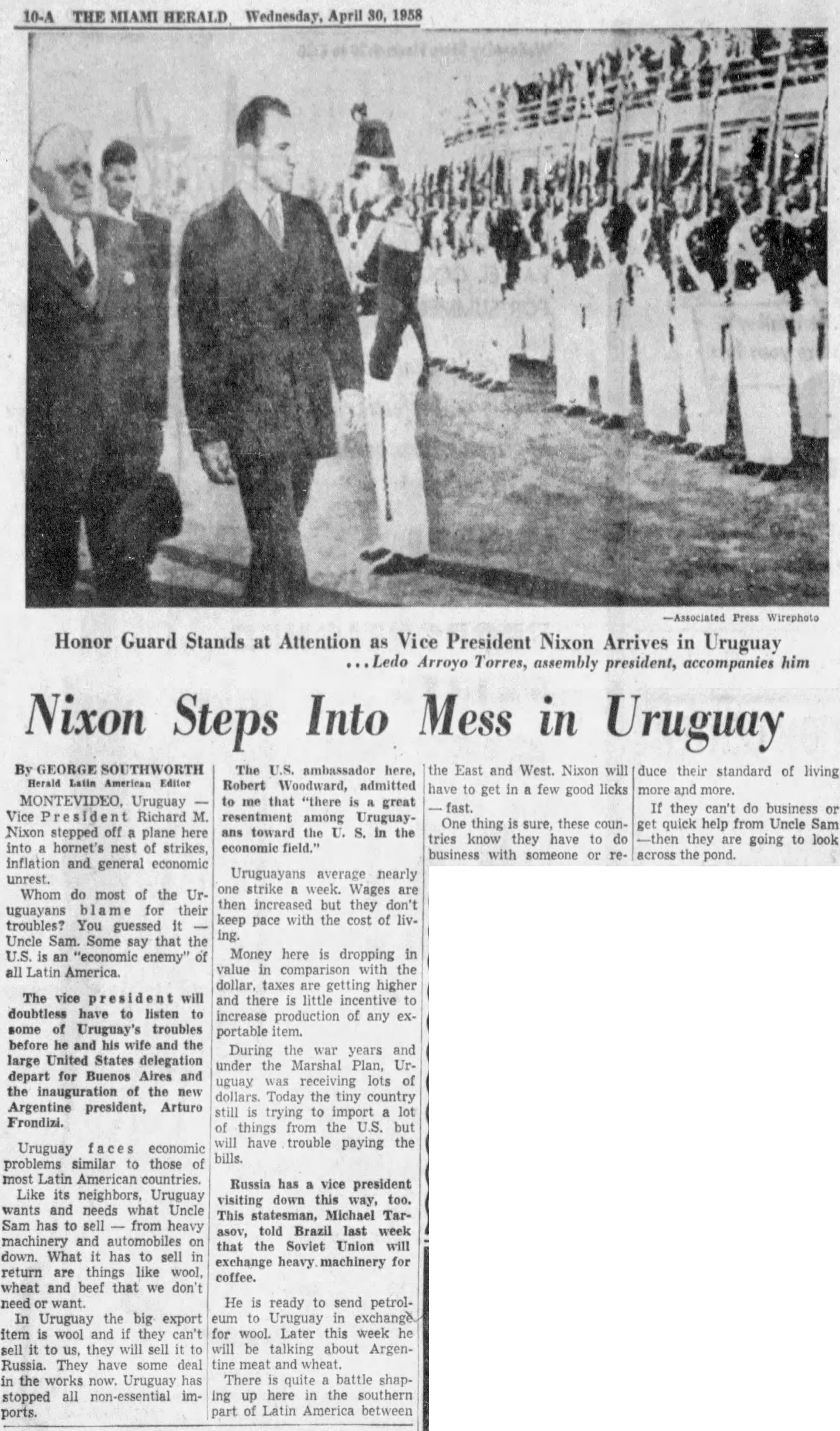
Recorte de periódico muestra la llegada del por aquel entonces Vicepresidente de los Estados Unidos, Richard Nixon, al Uruguay, siendo acompañado por Ledo Arroyo Torres.

Fallece en la ciudad de Montevideo a los 81 años el día 18 de junio de 1975, habiendo formado una familia de dos hijos y seis nietos.

## Ámbito periodístico y radial
Sus artículos eran publicados en revistas nacionales y extranjeras, además del periódico de su propiedad, “La Tarde”, de Treinta y Tres.
Fue Presidente de la Comisión Directiva del Centro Progreso en 1935 y fue de los impulsores, en 1939, de la fundación de la Difusora, la primera radio de Treinta y Tres.